# Carl Maria Thuma

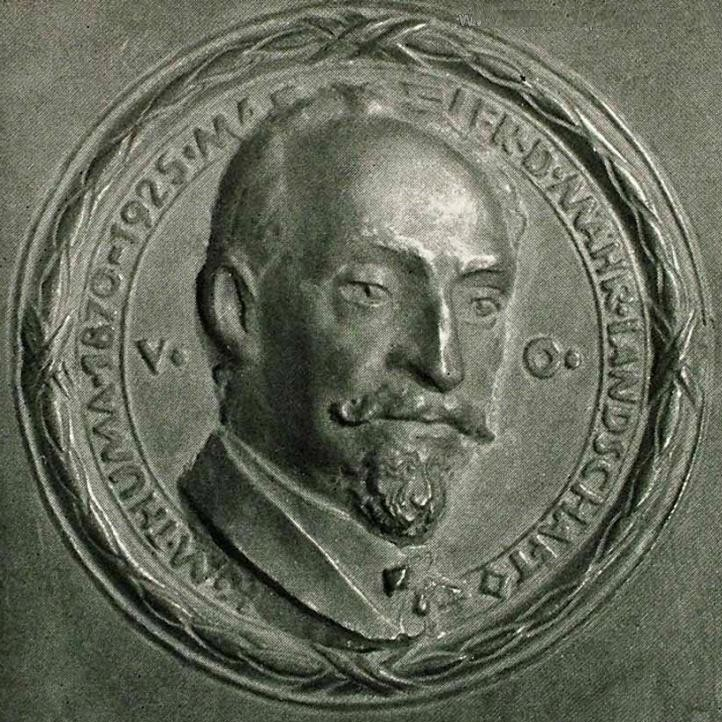
Carl Maria Thuma (1870–1925)

Carl Maria Thuma (* 3. Februar 1870 in Brünn, Österreich-Ungarn; † 12. Januar 1925 in Lednice (Eisgrub), Tschechoslowakei) war ein deutsch-mährischer Maler und Grafiker. Er war einer der bedeutendsten Künstler Mährens im 20. Jahrhundert.
Als Landschaftsmaler im Stil des Impressionismus wird er auch als „Maler der mährischen Landschaft“ bezeichnet.

## Leben und Wirken

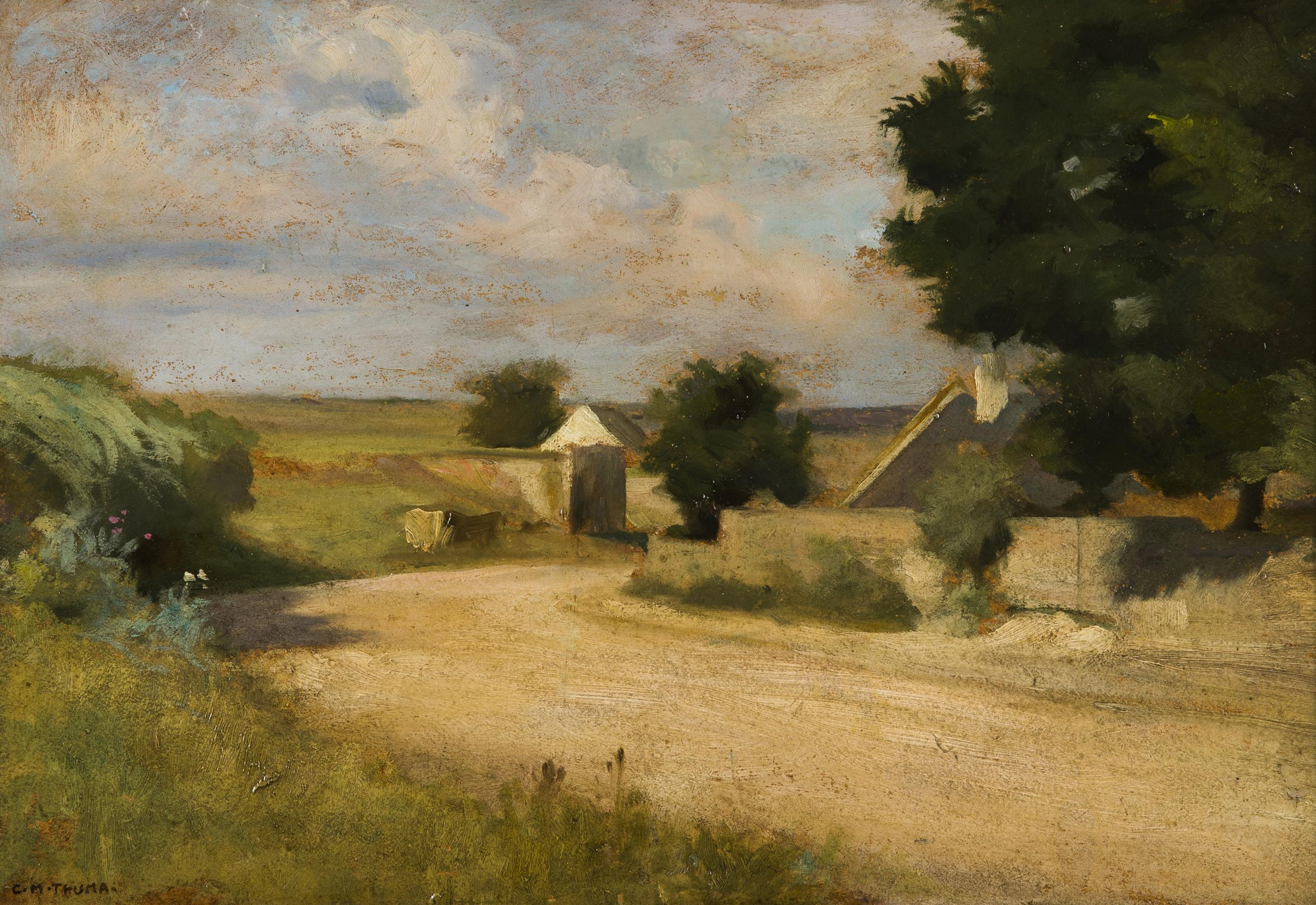
C. M. Thuma: Am Dorfrand

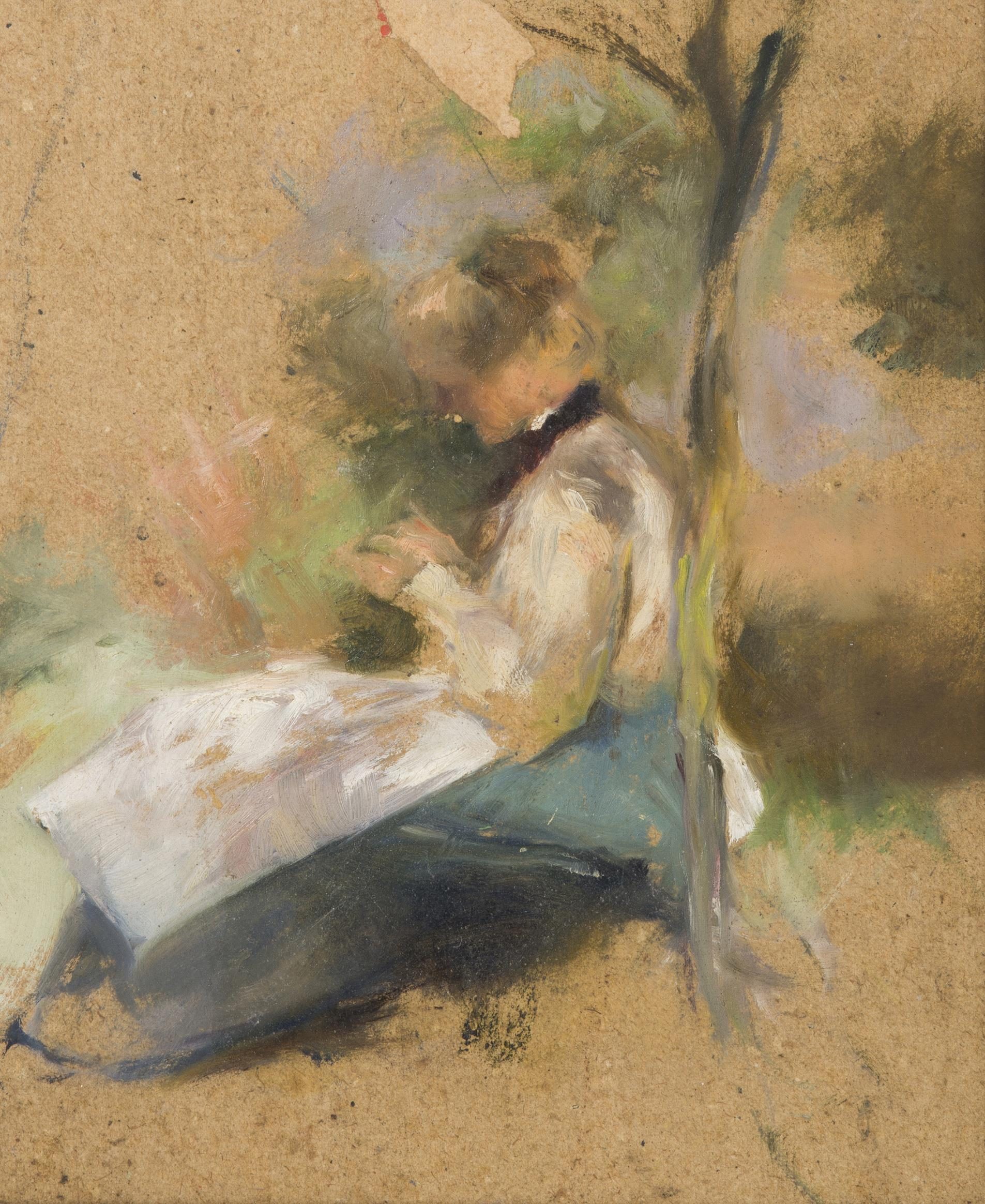
C. M. Thuma: Sitzende Frau

Die Vorfahren von Carl Maria Thuma stammten aus Mährisch Kromau und Pohrlitz. Er war der Sohn des Versicherungsbeamten Karl Thuma (1839–1896) und dessen Ehefrau Maria Thuma, geb. Patzass (1845–?). In der Familie Thuma bestand offensichtlich ein großes Kunstinteresse, denn der Vater war ein autodidaktischer Maler; auch seine vier Töchter beschäftigten sich in ihrer Freizeit mit der Malerei. 
Von 1880 bis 1888 besuchte Thuma das Deutsche Gymnasium in Brünn, und im Herbst 1888 ging er nach München. Zunächst vervollständigte er sein Können mit Porträt- und Aktzeichnungen in der Privatschule des Münchner Malers Heinrich Knirr (1862–1944). Ab 1890 studierte er an der Münchner Königlichen Akademie der Bildenden Künste bei Ludwig von Löfftz und Paul Hoecker sowie beim Kupferstecher und Radierer Johann Leonhard Raab. Hier erhielt er 1892 eine Silbermedaille für die Gravur Mädchenkopf mit Mütze und 1898 für das Gemälde Kaiser Joseph II. hinter dem Pflug eine Goldmedaille, die höchste Auszeichnung der Königlichen Akademie der Schönen Künste. In den Ferien reiste er zusammen mit seinem Vater mehrfach ins Ausland, sie besuchten u. a. die Schweiz, Belgien, die Niederlande, Paris und England. Sein Vater starb bei einer dieser Reisen im September 1896 in München. Später arbeitete Thuma in den Ateliers von Wilhelm von Lindenschmit d. J., Alexander Liezen-Mayer und Alexander von Wagner.
Im Jahr 1899 zog er mit seiner Frau Elsa Thuma, geb. Simon († 1950), die er zuvor in München geheiratet hatte, nach Eisgrub. Hier war er ab 1910 bis zu seinem Tod als Professor für Zeichnen und Perspektive an der Liechtensteinischen Höheren Obst- und Gartenbauschule in Eisgrub tätig und wird als Liechtensteiner Hofmaler bezeichnet. Seine Villa befand sich an der Gartenbauschule (vermutlich Valtická 332), neben dem Mendeleum des Wiener Architekten Clemens Kattner von 1912.
Mit dem Umzug in die kleine Fürstenresidenz Eisgrub begann für Thuma die Hauptphase seines Schaffens. Durch den Aufenthalt in der südmährischen Landschaft veränderte sich das Sujet seiner Bilder entscheidend, aus dem ursprünglichen Porträt- und Historienmaler wurde nun ein Landschaftsmaler des Impressionismus. Bekannt sind auch seine Stillleben, Genrebilder und Blumenstücke, er war aber auch ein Meister farbiger Kreidepastelle. Daneben widmete er sich ausgiebig der Grafik. Im Jahr 1911 war er Gründungsmitglied der Vereinigung deutsch-mährischer bildenden Künstler in Brünn. Ab 1922 war er Vorsitzender der neuen Vereinigung deutscher bildender Künstler Mährens und Schlesiens (MährischeScholle). 
Thuma starb 1925 an einer Blutvergiftung in Lednice / Eisgrub, wo er auf dem örtlichen Friedhof beigesetzt wurde. Am 28. März 1926 fand eine Gedenkausstellung für in Brünn statt, die mit einer Trauerfeier des Kunstvereins zu Ehren Thumas eröffnet wurde. Seine Frau Elsa lebte bis Mai 1945 in der Villa in Lednice, ging dann nach Österreich, wo sie im September 1950 in Bad Ischl starb.
Hans Recht zählt den Maler Thuma „zu den großen Künstlern, die in den letzten hundert Jahren aus dem Gebiet der Donaumonarchie hervorgegangen sind.“
2022 wurden auf der Festung Spielberg in Brünn in der Ausstellung „Rakouska Morava“ (Österreichisches Mähren) Gemälde von Thuma gezeigt.

## Ausstellungen
- 1903 Ausstellung des Mährischen Kunstvereins in Brünn
- 1904 Mährische Künstler der Gegenwart in Olmütz (Gesellschaft der Freunde der Künste)
- 1905 Mährisches Industriemuseum in Mährisch-Ostrau
- 1907 Galerie Arnold in Dresden
- 1908 Ausstellung des Mährischen Kunstvereins in Brünn
- 1911 Ausstellung der Vereinigung deutsch-mährischer Künstler in Brünn
- 1912 Schloss Znaim
- 1915 Ausstellung zugunsten der Künstler im Militärdienst
- 1916 Ausstellung des Vereins in Brünn
- 1926 Gedenkausstellung in Brünn
- 1996 Kammerausstellung im Schloss Lednice
- 2022 Ausstellung „Rakouská Morava“ (Österreichisches Mähren) mit Bildern von Thuma auf der Festung Spielberg in Brünn

## Werke (Auswahl)
- Kaiser Joseph II. hinter dem Pflug bei Slawikowitz (1898, Goldmedaille), erworben vom Mährischen Landesmuseum in Brünn, jetzt in der Mährischen Galerie in Brno[9]
- Die Näherin (1898)[9]
- Im Park in Eisgrub (1901)[9]
- Vor dem Fremden (1903)
- Die Geburt Christi (1903)
- In der Furt (Na Brodu) (1903)[10]
- Pappeln am Wasser[10]
- Ländliche Landschaft (1906)[11]
- Landschaft mit Pferdekutsche[11]
- Das letzte Haus mit Strohdach in Eisgrub (1910), erworben vom Haus Liechtenstein
- Sommerwolken über der Weide (1912)
- Stürmische Stimmung (1915)
- Schwimmbad in Eisgrub (1924)
- Wintergarten in Eisgrub
- Sitzende Frau[12]
- Wolkenstudie[12]
- Landschaft mit Stafage[13]
- Herbstwald bei Eisgrub[13]
- Allacher Fischteich (Allachův ryník), zwischen Feldsberg und Eisgrub gelegen
- Schwarzpappeln, Vor dem Sturm und Hoher Himmel, Grafik[3]